# Feuerweber (Art)
Der Feuerweber (Euplectes franciscanus), auch Feuerwida genannt, ist eine Vogelart der Gattung der Feuerweber (Euplectes) aus der Familie der Webervögel (Ploceidae).

## Beschreibung

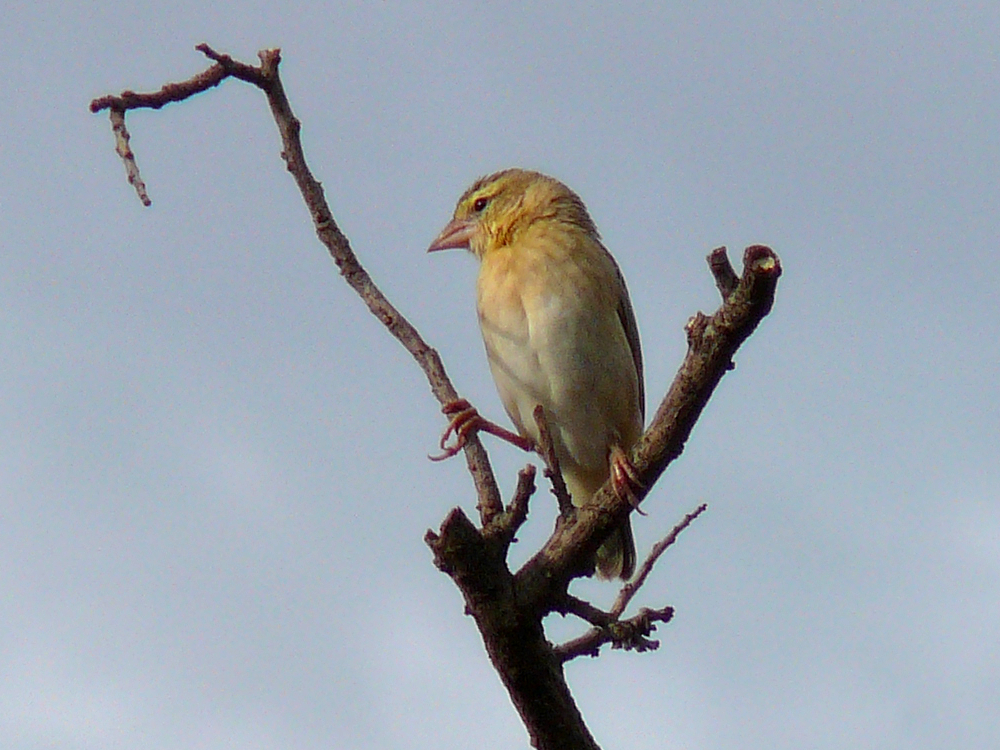
Feuerweber, Weibchen

Der Feuerweber erreicht eine Körperlänge von 11–12 Zentimetern. Das Männchen hat ein spektakuläres rotschwarzes Balzfederkleid, der Kopf ist schwarz, ebenso der Bauch. Die Brust, der Rücken und der obere Teil der Schwanzunterseite sind rot. Außerhalb der Brutzeit ähnelt das Federkleid dem des Weibchens. Die Federn am Schwanzende sind bei diesem an der Unterseite braun und die Flügelenden sind an der Oberseite braun. Die Beine sind gelblich. Die Weibchen haben oberseits ein unscheinbar braungrau gestreiftes Gefieder. Der Bereich um die Augen ist oben mit einem gelbweißen und unten weißen Streifen versehen. Die Brust und der Bauch sind gelb bis weißlich und leicht dunkel gestreift.

## Verbreitung
Außerhalb der Brutzeit lebt der Feuerweber in großen Schwärmen. Sein Verbreitungsgebiet reicht vom Senegal bis nach Äthiopien und Kenia. Er bewohnt die Savannengebiete.

## Lebensweise
Diese Vogelart hält sich meist im hohen Gras versteckt. Als Nahrung dienen ihr Grassamen, Körner und in manchen Jahreszeiten auch Insekten.

## Fortpflanzung
Das Männchen baut meist mehrere Nester, um auf diese Weise mehrere Weibchen anzulocken. Feuerweber brüten in kleinen Kolonien, wobei jedes Männchen sein Territorium gegenüber männlichen Artgenossen verteidigt. Das kugelförmige Nest besteht aus langen ineinander verflochtenen Grashalmen und wird an Schilfrohr oder Strauchwerk befestigt. Den Innenausbau übernimmt das Weibchen allein. Das Gelege besteht aus 2–4 hellblauen Eiern. Auch das Brutgeschäft übernimmt das Weibchen allein. Nach 12–14 Tagen schlüpfen die Jungen und werden nur vom Weibchen versorgt. Als Nahrung für die Jungen dienen zuerst vor allem Insekten, danach Pflanzensamen. Wenn die Jungen das Nest verlassen haben, schließen sie sich zu kleineren Gruppen zusammen und ziehen – manchmal bis zu mehrere hunderte Kilometer weit – durch das Land.

## Gefährdung und Schutzmaßnahmen
Da diese Art noch relativ häufig vorkommt und keine Gefährdungen bekannt sind, wird sie von der IUCN als (Least Concern) nicht gefährdet eingestuft.